# Zinovi Rozhéstvenski
Zinovi Petróvich Rozhéstvenski (en cirílico ruso: Зино́вий Петро́вич Роже́ственский) (11 de noviembre de 1848 - San Petersburgo, Imperio ruso, 14 de enero de 1909) fue un vicealmirante de la Armada Imperial Rusa responsable de dirigir a la Flota del Báltico durante la batalla de Tsushima en la guerra ruso-japonesa de 1904-1905.

## Biografía

### Primeros años de carrera
Hijo de un médico militar, su origen se sitúa en la provincia de Smolensk. En 1864, ingresó en el Cuerpo de cadetes navales de Rusia, graduándose en 1868. En 1873, se graduaría en la Academia de Artillería Mijáilovskaya de San Petersburgo, especializándose en artillería naval e ingresando con el grado de teniente. Durante algunos años sirvió como comandante de la compañía del grupo de entrenamientos de la Flota del Báltico. Fue catalogado por alguno de sus compañeros como «una persona especialmente nerviosa, pero valiente y confiable».
Durante la Guerra ruso-turca fue nombrado jefe de artillería de la Flota del Mar Negro. En julio de 1877, por su destreza en batalla, fue ascendido al grado de teniente-capitán y se le otorgó la Orden de San Vladímir. Tras la guerra, Rozhéstvenski criticó el atraso técnico de la Armada rusa e hizo un llamamiento a aumentar el número de buques de guerra; esto causó indignación dentro del ámbito militar, ganándose la hostilidad del almirante Lisovski, jefe del gabinete del Ministerio de Marina. Posteriormente sirvió en Bulgaria, asesorando en la creación de una Armada búlgara entre los años 1883 y 1885.
Entre 1886 y 1891, sirvió en distintos buques entre el Báltico y el Pacífico como oficial y capitán. Entre 1891 y 1893 serviría como agregado naval en Londres.
Tras servir como capitán de un acorazado entre 1896 y 1898, ese mismo año fue nombrado contraalmirante y comandante del Destacamento de Entrenamiento de Artillería de la Flota del Báltico. En 1900, cobraría fama nacional al dirigir el rescate del acorazado General-Almirante Apraksin. Desde 1903, fue contraalmirante de la Svita, el Séquito de Su Majestad Imperial.

### Guerra ruso-japonesa (1904-1905)
Antes del estallido de la guerra, Rozhéstventski fue nombrado Jefe del Estado Mayor Naval, implantando una política de rearme y fortalecimiento de la Flota del Pacífico que no llegaría a tener éxito. Destacó su énfasis en el empleo de acorazados en detrimento de otro tipo de embarcaciones de guerra, afirmando que la existencia de una flota naval preponderante era imprescindible a la hora de obtener éxito en las contiendas bélicas. En abril de 1904, se le encargó el mando del Segundo Escuadrón del Pacífico, compuesto por: 7 acorazados, 8 cruceros, 9 torpederos y una serie de buques auxiliares; meses después fue ascendido al rango de vicealmirante.
Desde un principio, Rozhéstvenski se mostró muy pesimista respecto a las posibilidades de la Armada rusa en su guerra contra los japoneses. En una conversación con el Gran Duque Alejandro Mijáilovich Románov, este se mostró sorprendido de que un hombre con tamaña mala impresión de la flota rusa fuera la mayor autoridad de esta.
Bajo su mando, los navíos de guerra rusos navegaron 18 000 millas náuticas, desde el Báltico y bordeando el cabo de Buena Esperanza hasta Port Arthur y el estrecho de Tsushima. La travesía estuvo marcada por el despropósito ya desde sus comienzos. El 21 de octubre de 1904, mientras navegaba en aguas británicas, la flota rusa provocó el incidente de Dogger Bank al disparar sobre botes pesqueros a los que los rusos confundieron con lanchas torpederas. A su paso por el norte de África uno de los barcos de la flota se enredó en un cable submarino y su capitán ordenó cortarlo; resultó ser el cable que unía Tánger con Europa y las comunicaciones con África quedaron interrumpidas durante cuatro días; pocos días después, el buque taller de la flota participó en otra singular batalla naval al disparar más de 300 obuses a lo que su tripulación pensaba que eran tres torpederos japoneses que en realidad eran un pesquero alemán, una goleta francesa y un mercante sueco.
Rozhéstvenski, completamente desesperado, sumido en una profunda crisis nerviosa y aquejado de frecuente migrañas, se enfrentó finalmente a la flota japonesa de Tōgō Heihachirō el 27 de mayo de 1905 en la conocida como batalla de Tsushima, que fue un completo desastre para la flota rusa, destruida o capturada en prácticamente su totalidad, mientras los japoneses sufrían escasos daños. Entre las pérdidas destacadas de los rusos hubo 11 acorazados Los rusos perdieron 11 acorazados (7 destruidos: Kniaz Suvórov, Osliabia, Imperator Aleksandr III, Borodino, Navarin, Almirante Ushakov, Sissoi Veliki; y 4 capturados: Oriol, Imperator Nikolái I, General-Almirante Apraksin y Almirante Seniavin), además de otros 14 buques hundidos (cruceros, destructores... como el Almirante Najímov, el Vladímir Monómaco, o el Dmitri Donskói, entre otros). Rozhéstvenski, herido por una esquirla de metralla en el cráneo e inconsciente durante gran parte de la batalla fue trasladado del buque insignia, el Kniaz Suvórov, al destructor Buiny, capitaneado por Nikolái Koloméitsev. Buiny finalmente fue capturado por los japoneses. 

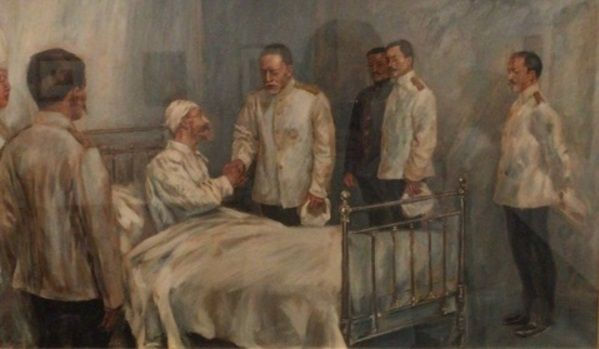
El almirante Togo visita al almirante Rozhéstvenski en el hospital

Togo visitaría a Rozhéstvenski cuando este convalecía en un hospital japonés por las heridas que sufrió en batalla y lo reconfortó con amables palabras, diciéndole que «la derrota es un destino común para un soldado, no hay nada de que avergonzarse; lo que de verdad importa es que hayamos cumplido nuestro deber».
Tras firmarse la Paz de Portsmouth, Rozhéstvenski regresó a Rusia, donde fue reintegrado en su cargo. Su actuación fue exonerada por el vicealmirante Alexander von Niedermueller. Sin embargo, pronto la prensa comenzó a cargar las culpas sobre Rozhéstvenski. Este renunció a su puesto como Jefe del Estado Mayor Naval; las críticas no disminuyeron, siendo obligado a presentarse ante la justicia. Rozhéstvenski trató de exonerar a sus subordinados del fracaso de la batalla, pidiéndose para él la pena de muerte, siendo finalmente absuelto y recayendo la mayor parte de la culpa sobre el almirante Nikolái Nebogatov.
Ya fuera de la vida militar, Rozhéstvenski vivió recluido en su casa de San Petersburgo, muriendo olvidado de un ataque al corazón el día de Año Nuevo de 1909. Fue enterrado en el cementerio Tijvin en el monasterio de Alejandro Nevski en San Petersburgo, si bien su tumba no ha sido preservada.